# شینجی اوکازاکی
شینجی اوکازاکی (به انگلیسی: Shinji Okazaki) بازیکن بازنشسته فوتبال اهل ژاپن است.
وی سابقه‌ی بازی در باشگاه فوتبال مالاگا ؛  باشگاه فوتبال لستر سیتی، باشگاه  فوتبال ماینتس ۰۵ و باشگاه فوتبال اشتوتگارت را در کارنامه خود دارد. وی همچنین در تیم ملی فوتبال ژاپن ۱۱۹ بازی کرده و۵۰ گل به ثمر رسانده است.